# Frederic Austin
Frederic Austin (ur. 30 marca 1872 w Londynie, zm. 10 kwietnia 1952 tamże) – angielski śpiewak (baryton) i kompozytor.

## Życiorys
Brat Ernesta Austina. Początkowo uczył się muzyki u Williama Henry’ego Hunta. W młodości działał jako organista, uczył też teorii muzyki w Liverpool College of Music. Jednocześnie uczył się śpiewu u Charlesa Lunna, jako śpiewak debiutował w Londynie w 1902 roku. W 1908 roku wystąpił na deskach Covent Garden Theatre w roli Gunthera w Pierścieniu Nibelunga. Koncertował jako pierwszy baryton z zespołem Thomasa Beechama. W latach 1924–1929 dyrektor artystyczny British National Opera Company. Opracował nowe aranżacje Opery żebraczej (1920) i Polly (1923) Johanna Christopha Pepuscha.
Skomponował m.in. rapsodię Spring na orkiestrę (1907), poemat symfoniczny Isabella (1909), Symfonię E-dur (1913), uwerturę The Sea Venturers (1936), Pervigilium Veneris na chór i orkiestrę (1931).